# Bundoran
Bundoran (irisch Bun Dobhráin) ist eine Küstenstadt im County Donegal im Nordwesten der Republik Irland.

## Geografie und Daten

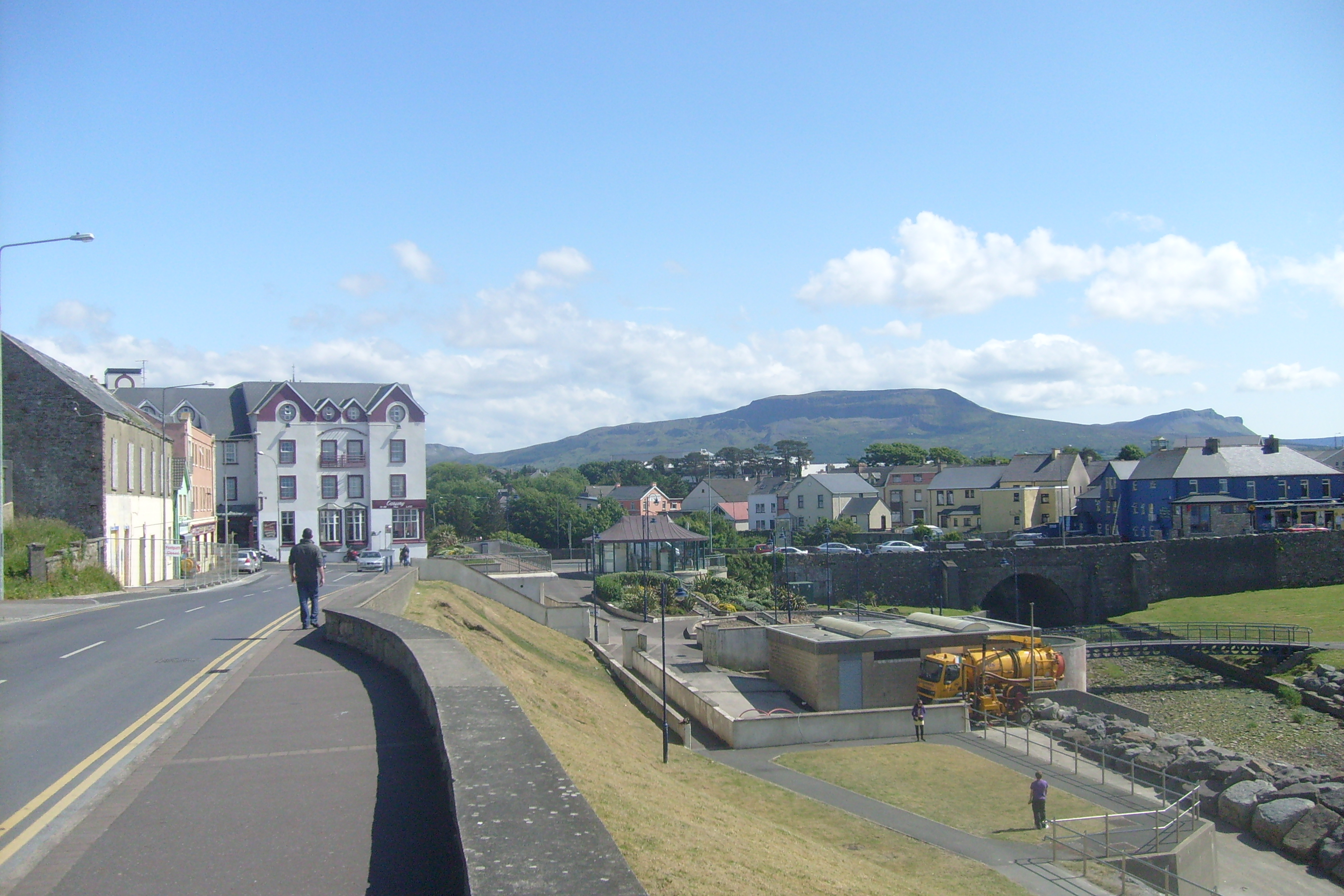
Bundoran mit Ben Bulben (2008)

Bundoran liegt wenige Kilometer südlich von Ballyshannon im äußersten Süden der Grafschaft Donegal, unmittelbar an der Grenze zum County Leitrim auf der N15 von Lifford über Donegal Town nach Sligo Town. Hier befindet sich auch der Irish Bottleneck („Flaschenhals“), sodass durch einen weit nach Westen vorspringenden Grenzzipfel von Nordirland das verbleibende Gebiet der Republik Irland an dieser Stelle nur ca. 6 km breit ist und Bundoran damit auch von allen passiert wird, die aus dem irischen Westen ins County Donegal reisen, ohne das Vereinigte Königreich betreten zu wollen.
Die Einwohnerzahl von Bundoran (mit Umland) wurde bei der Volkszählung 2022 mit 2599 Personen ermittelt.
Bei den europäischen Surfern gilt die Küste bei Bundoran, im Süden der Donegal Bay, als einer der besten irischen Strände mit guten Möglichkeiten und exzellenter Wasserqualität.

## Geschichte
Steinzeitliche Spuren finden sich in den Megalithanlagen bei Finner.
Bundoran hat sich bis heute den Charakter eines Badeortes bewahrt. Die erste Erwähnung Bundorans geht auf das Jahr 1777 zurück, als William Cole, 1. Viscount Enniskillen sich dort seine Sommerresidenz Bundoran Lodge errichtete. Ihm folgten mehr und mehr seiner wohlhabenden Zeitgenossen als Besucher nach, die Bundoran des Strandes und der Seeluft wegen für sich entdeckten.
Bis über die Mitte des 19. Jahrhunderts hinaus bestand das heutige Bundoran aus zwei einzelnen Dörfern. Bundoran war das Dorf westlich der Brücke über den River Bradog, heute bekannt als das West End. Östlich der Brücke, etwa 2 Kilometer entfernt, lag das Dorf Single Street. Zwischen diesen beiden getrennten Gemeinden lag das Townland von Drumacrin. Dieses Gebiet ist heute ein Teil des jetzigen Stadtzentrums. Erst nach der Eröffnung des Bahnhofs unter dem Namen Bundoran im Jahr 1866 entwickelten sich die beiden Einzelgemeinden weiter und wuchsen zum heutigen Bundoran zusammen. In Single Street lebte die Mehrheit der einheimischen Bevölkerung, während jenseits der Brücke, im heutigen West End, vornehmlich die begüterten Zugereisten residierten.
Mit der Zunahme des Trendes zum Reisen, insbesondere durch die Eisenbahn, übersprang die Popularität Bundorans die Klassenschranken und immer mehr Iren von der Ostküste entdeckten den Reiz des Ortes und kehrten auch Jahr für Jahr hierher zurück, so dass Bundoran zum Ende des 19. Jahrhunderts schließlich zu den populärsten Badeorten bzw. Seebädern in Irland gehörte und Hotels und Pensionen in großer Zahl überall in der Stadt eröffnet wurden. Vor Beginn des „irischen Wirtschaftswunders“ Ende der 1980er-Jahre strahlte eine Fahrt über die Straße entlang der Küste den Charme dieser Epoche noch aus.
Bei einem verheerenden Hotelbrand im Herzen der Stadt wurden im August 1980 zehn Menschen, Einheimische und Touristen, getötet.

## Partnerstädte
Bundoran ist ein Mitglied von Douzelage, einem europäischen Städtebund, dem jeweils eine Stadt aus einem Land der Europäischen Union angehört.

## Persönlichkeiten
- Liam MacDaid (1945–2023), römisch-katholischer Geistlicher, Bischof von Clogher